# Катерхем (місто)
Катерхем (/ˈkeɪtərəm/) — місто в окрузі Тандридж графства Суррей, Англія. Місто адміністративно розділене на дві частини: Катерхем на пагорбі та Катерхем Веллі, яка включає головний центр міста в середині сухої долини, але піднімається на однакову висоту на південь. Місто розташоване неподалік від автомагістралі A22, за 21 милю (34 кілометри) від Гілфорда та за 6 миль (10 кілометрів) на південь від Кройдона, у верхній частині долини, що врізалася в крутий схил Норт-Даунс. Caterham on Hill знаходиться над долиною на заході.

## Інтернет-ресурси
- History of Caterham Village
- Page for Caterham in Kelly's Directory of Kent, Surrey & Sussex, 1891